# Вилаят Сомали
«Исламское государство в Сомали», также «Сыны Халифата» (араб. أبناء الخلافة‎) — ячейка международной террористической организации Исламское государство на территории Сомали, ведущая преступную деятельность в восточной части страны, преимущественно в горных районах Пунтленда, хотя ячейка брала на себя ответственность за ряд терактов и на остальной части страны. Группу возглавляет Шейх Абдулкадир Мумин. По некоторым оценкам, группировка имеет до 700 активных боевиков. ИГ в Сомали считается серьёзной угрозой для джихадистского бунта в Сомали: в связи с этим исламистская группировка «аш-Шабааб» активно пытается уничтожить группу.

## История

### Абдулкадир Мумин аль-Шабааб в Пунтленде
Истоки Исламского государства в Сомали восходят к 2012 году, когда Абдулкадир Мумин был направлен «аш-Шабааб» в качестве руководителя группы в Пунтленде, далеко от основной террористической группы, которая ведёт свою деятельность на юге Сомали. Под видом священнослужителя, Мумин с небольшим военным опытом, в Пунтленде изначально начал вербовать потенциальных боевиков для немногочисленной и слабой местной группы «аш-Шабааб», которую возглавлял Мохаммед Саид Атом в то время. В ходе кампании в Галгала в 2014 году, Саид перешёл на сторону правительства, и Мумин был вынужден взять под свой контроль группу Пунтленда. Изолированный на севере страны и всё более дистанцированный от «аш-Шабааб», Мумин начинает считать себя более независимыми от этой группировки.
Между тем, ИГ начало пропагандистскую кампанию, чтобы убедить «аш-Шабааб» присоединится к ИГ, однако, руководство «аш-Шабааб» отказалось от вступления. Сомалийские организации даже начали выслеживать и убивать всяких диссидентов, которые фактически были готовы к присоединению к ИГ. А Мумин недоволен своим положением, и принесёт Байу (присягу) Абу Бакру аль-Багдади и ИГ в октябре 2015 года. Это вызвало бурное разделение сил внутри Пунтленда, когда в группе Мумина только 20 из 300 местных исламистских боевиков разделили его мнение и присягнули ИГ, тогда как, основная часть «аш-Шабааб» пыталась уничтожить группу перешедшую к ИГ. Небольшая группа последователей Исламского государства приступила к формированию Исламского государства Сомали и уходу от своих бывших товарищей, в то время как они вербуют новых членов для своей группировки. Аль-Багдади и руководство ИГ не признали присягу Мумина, предпочитая подождать и посмотреть, как его группа будет продвигаться в Сомали.

### Прирост сил и кампания в Кандале

Вариант флага Исламского государства в Сомали с белым фоном, и чёрными буквами, который тоже иногда использовался группой

В марте 2016 года Исламское государство Сомали в Южном Пунтленде начали преследоваться боевиками «аш-Шабааб» в Мудуге.
Нападающие были атакованы и полностью уничтожены проправительственными войсками, тем самым невольно позволив боевикам Исламского государства избежать столкновения и сбежать в безопасное место. В течение следующих месяцев Мумин продолжал наращивать свою силу, и к апрелю 2016 года они организовали временный лагерь имени Башира Абу Нумана, который являлся последователем ИГ, который был убит «аш-Шабааб» в 2015 году. В одном из пропагандистских видеороликов группы Мумин благословил импровизированную базу как «первый лагерь Халифата в Сомали». 25 апреля группировка провела свою первую атаку на правительственные войска, когда один из бойцов взорвался самодельным взрывчатым устройством у автомобиля АМИСОМ в Могадишо. По состоянию на август 2016 года, группа Мумина по-прежнему оставалась очень небольшой с около 100 боевиками, и была не особо активна. Однако, по данным Государственного департамента США, ИГ в Сомали стало расширяться в численности, путём похищения и воспитания детей от 10 до 15 лет и использовали их в качестве детей-боевиков.
К октябрю 2016 года ИГ в Сомали осуществило не менее десяти атак с момента своего основания. Группа оставалась относительно слабой, однако тот факт, что многие из этих ударов были осуществлены вне регионов Пунтленда, показывал, что группировка способна работать на всей территории Сомали. 26 октября, группа в конце концов провела свою первую крупную операцию путём нападения на крупный портовый город Кандале. Город имел не только символическое, но и стратегическое значение, так как это может помочь Исламскому государству укрепиться в этих местах и получать больше поставок из Йемена. Боевикам удалось захватить город, встречая небольшое сопротивление, а затем контролировать его почти беспрепятственно до 3 декабря. В этот день войска Сомали предприняли контрнаступление, и после серии боестолкновений в течение четырёх дней солдаты смогли вернуть Кандале к 7 декабря 2016 года. Боевики были вынуждены отступить к Эль-Ладид, деревне в 30 километрах к югу от Кандале, где правительственные силы вновь атаковал и рассеяли их 18 декабря. В целом, группа Исламского государства несёт огромные потери в этой кампании, тем не менее, они одержали крупную символическую победу и удерживали крупный город более чем месяц. Установив новый лагерь в Эль-Мишкат, террористам впоследствии удалось привлечь новые силы, в основном с помощью детей и дети-сирот, имея также и некоторых дезертиров из «аш-Шабааб».

### Операция 2017 года

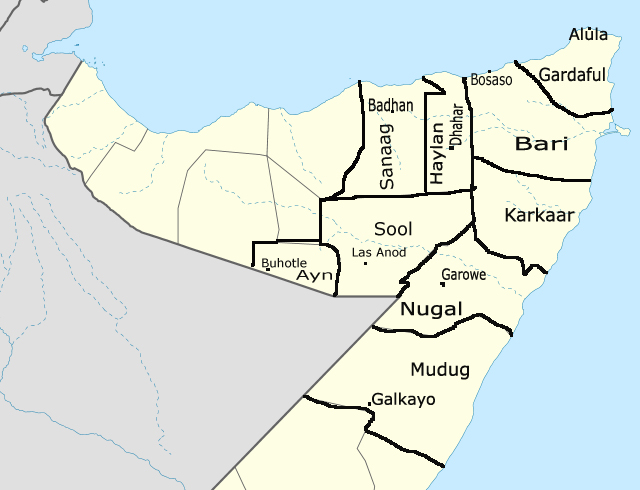
Террористы в первую очередь активны в восточных горах Галаги, что в основном лежат в Бари, регионе Пунтленда

Кроме того, кампания за город Кандале привела к тому, что правительство и Африканский союз стали воспринимать группировку более серьёзно, с обеих сторон были приняты дополнительные меры по противодействию боевикам, у которых растёт сила. 8 февраля 2017 года террористы осуществляют крупный теракт в Пунтленде, несколько боевиков группы напали на гостиницу Village Hotel в Босасо. Завязалась ожесточённая перестрелка с охраной отеля, в конечном итоге, нападавшие начали отступать. Погибли по меньшей мере четыре охранника и два боевика ИГ. 28 марта 2017 года террористы осадили колонну солдат из Пунтленда возле Кандале. Нападавшие отступили в горы, после перестрелки и убийства двух правительственных солдат. 16 апреля группа заняла деревню Дасан неподалёку от Кандале, но покинула её через несколько часов. ИГ были также обвинены во взрыве бомбы на обочине дороги в Галгале 23 апреля, которая убила 8 солдат и ранила 3 других. 23 мая 2017 года группировка организовала первый теракт-самоубийство, который, возможно, был первым подобным для группы. Когда самоубийца двигался в сторону отеля Juba Hotel в Босасо, но был остановлен на контрольно-пропускном пункте, после чего он привёл в действие своё взрывное устройство, убив пятерых и ранив двенадцать человек.
В июне 2017 года, военный чиновник Пунтленда заявил, что группа была снижена до около 70 активных бойцов, которые осуществляли поддержку себя путём кражи продовольствия и скота у местного населения. Региональный эксперт Мэтью Брайден наоборот, говорит, что организация имеет ещё до 300 боевиков и закрепилась в восточной части горах Галага, где она заручилась поддержкой некоторых местных общин, которые чувствовали себя проигнорированными правительством. Наблюдатели также отметили, что боевики существенно увеличили выход агитационного материала в попытке склонить боеспособных жителей и международных джихадистов на свою сторону.
В ноябре 2017 года Соединённые Штаты запустили свой первый авиаудар против террористов в Сомали. Удар был нанесён с беспилотника США, команда заявила, что несколько террористов были убиты.

## Поддержка и союзники
В своём стремлении укрепить свои военные силы Исламского государства в Сомали способствует тот факт, что правительство Пунтленда имеет только ограниченный контроль над её внутренними районами. Периферийные районы в основном, игнорируются силами, вместо этого в регионе идут бои между враждующими группировками. Как результат, местные кланы не согласные с правительством, в некоторых случаях, готовы поддержать Исламское государство. Они поставляют снабжение боевикам и вербуют новых членов в ИГ. ИГ проводит рейды на те общины, которые не поддерживают их продовольствием и другими предметами первой необходимости, и похищают детей с целью вербовки и обучения их в качестве солдат.
Группа также напрямую поддерживает ИГ — Вилаят Йемен, который, как известно, посылал инструкторов, деньги, оружие и другое снабжение для ИГ в Сомали. Через контрабанду и провозом грузов через Аденский залив. Также они работают в тесном сотрудничестве с Сомалийскими пиратами. Эти пираты, также поставляют боевикам снабжение в Пунтленде, для борьбы с «аш-Шабааб».